# 크리스토프 르메트르
크리스토프 르메트르(Christophe Lemaitre, 1990년 6월 11일 ~ )는 프랑스의 육상 선수이다. 2012년 하계 올림픽 남자 400m 계주에서 동메달, 2016년 하계 올림픽 남자 200m 종목에서 동메달을 땄다.